# Satria (Padang Hilir)
Satria is een bestuurslaag in het regentschap Tebing Tinggi van de provincie Noord-Sumatra, Indonesië. Satria telt 4990 inwoners (volkstelling 2010).